# Лягушкоедка
Лягушкоедка (лат. Lucilia bufonivora) — зелёная падальная муха, паразитирующая на лягушках и жабах. Вид широко распространён в Центральной Европе. Среди падальных мух лягушкоедка является единственным настоящим паразитом, личинки которого не могут развиваться вне тела хозяина.

## Описание

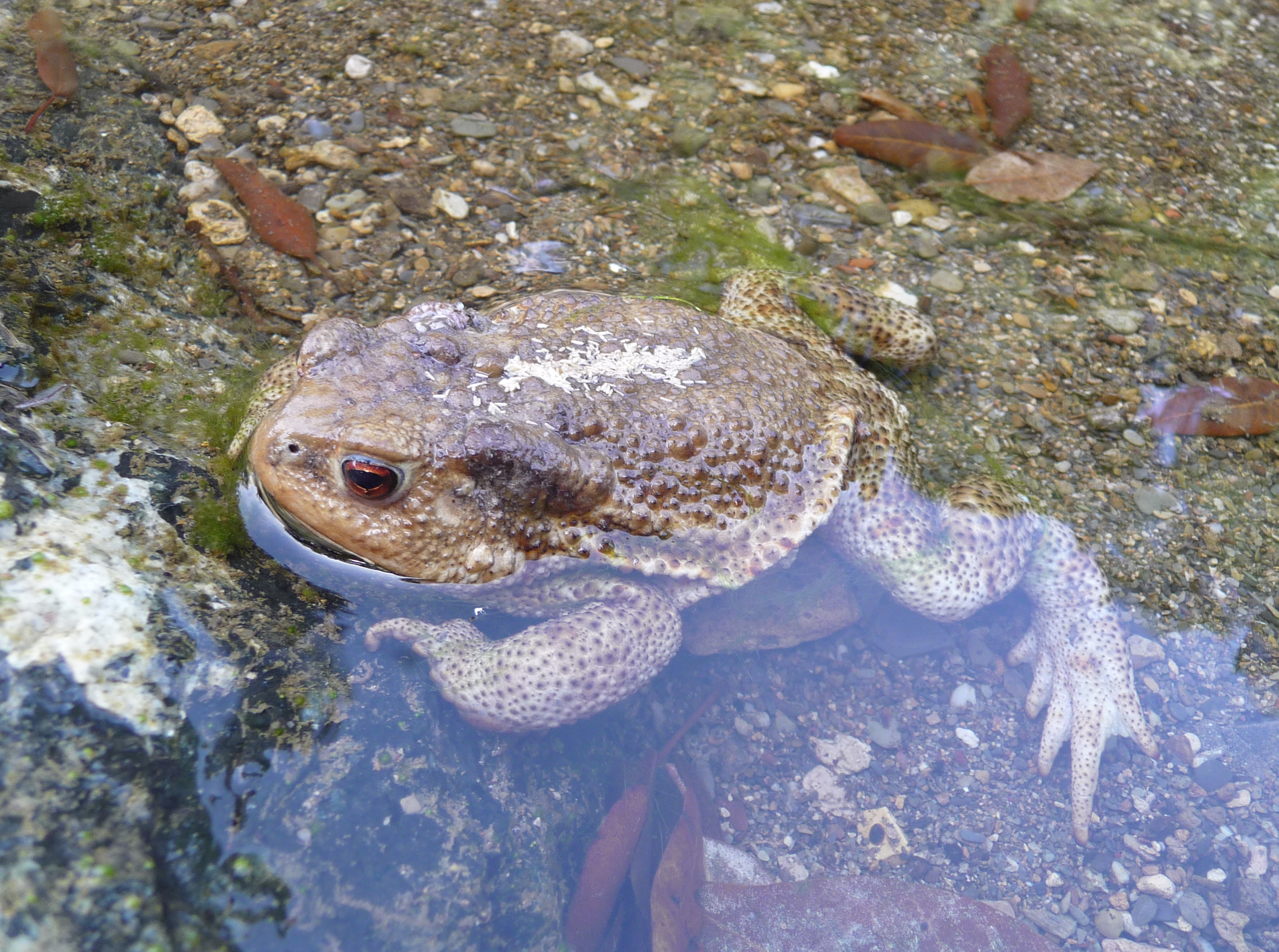
Экземпляр обыкновенной жабы из Италии с яйцами паразита на спине

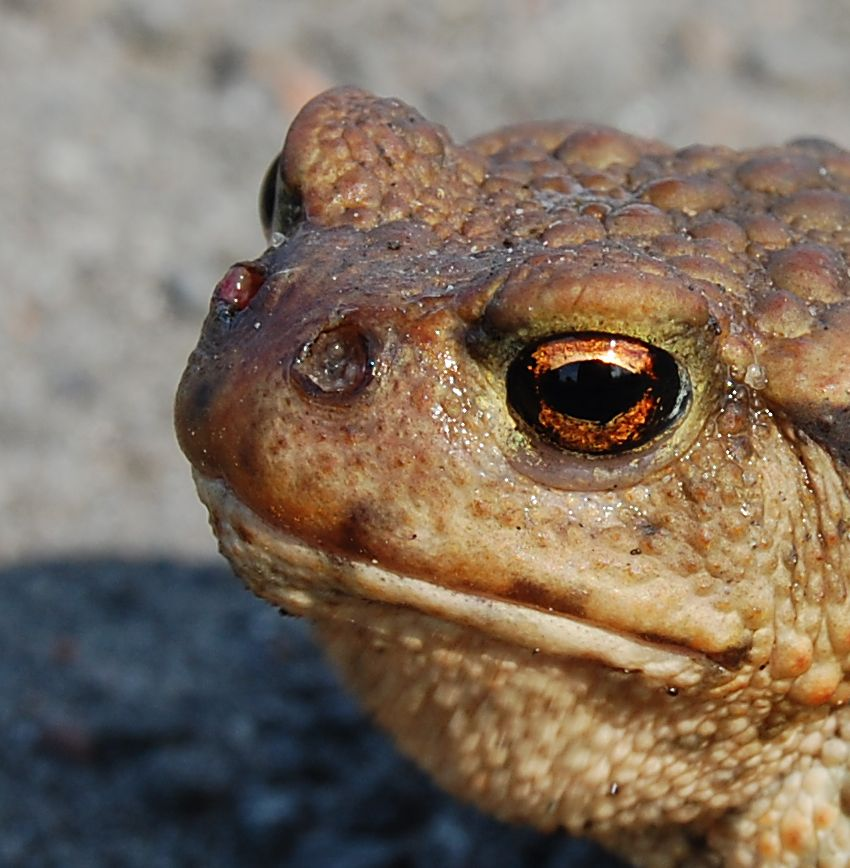
Поражённая личинками лягушкоедки обыкновенная жаба. Это ранняя стадия поражения, но уже заметна деформация носовых отверстий

Имаго лягушкоедки достигает в длину до 9 мм и имеет золотисто-зелёный с металлическим оттенком цвет.

## Образ жизни
Лягушкоедки живут прежде всего на травянистых многолетниках, в частности зонтичных, и питаются их пыльцой и нектаром. В период размножения летом мухи откладывают свои белые продолговатые яйца на спину или голову жаб и других амфибий. Хозяевами паразита являются: обыкновенная, камышовая, зелёная жабы, травяная лягушка, жаба-повитуха, обыкновенная чесночница, обыкновенная квакша, остромордая лягушка, съедобная лягушка и даже огненная саламандра. Вылупившиеся личинки проникают через носовые отверстия в голову хозяина, где въедаются в мягкие ткани ещё живущего животного. Через несколько дней передняя часть морды и головы может полностью деформироваться и исказиться. Когда личинки добираются до мозга или других жизненно важных органов, функции организма нарушаются и амфибия погибает. В своей последней фазе личинки почти полностью съедают труп животного, включая кожу и соединительные ткани, при определённых обстоятельствах — даже хрящи и кости. Затем они закапываются во влажную почву и окукливаются.
Весь процесс, начиная с появления личинок из яиц, проникновения в тело хозяина, развития личинок в теле и кончая окукливанием личинок, продолжается примерно от 3 до 4 недель. Мёртвая жаба полностью превращается в скелет в течение одной-двух недель (в зависимости от степени поражения). Фаза куколки длится примерно от одной до трёх недель.